# Systellochernes alacki
Systellochernes alacki är en spindeldjursart som beskrevs av Beier 1976. Systellochernes alacki ingår i släktet Systellochernes och familjen blindklokrypare. Inga underarter finns listade i Catalogue of Life.